# Luis Siret

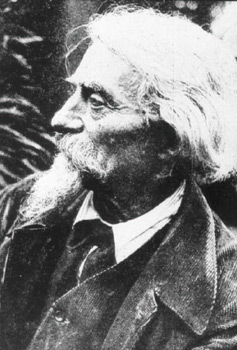
Luis Siret (um 1930)

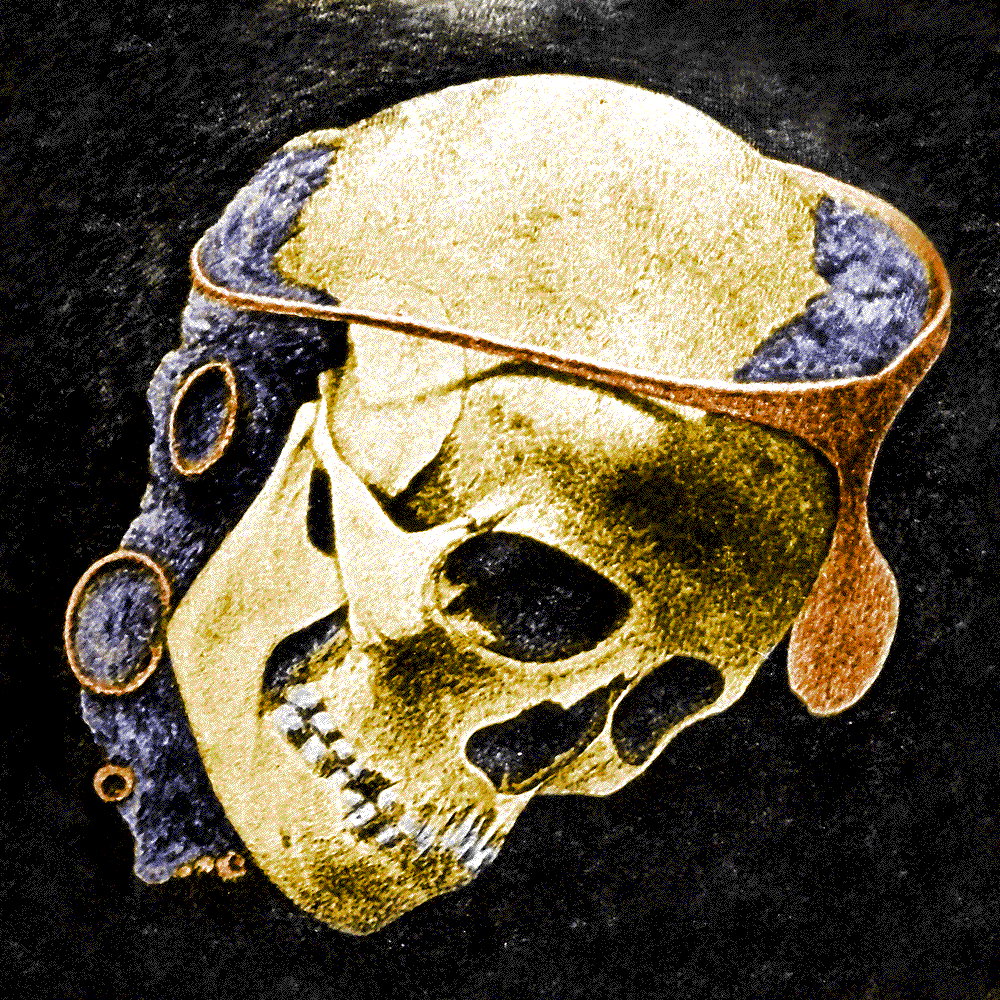
Schädel mit Diadem aus El Argar – kolorierte Zeichnung von Luis Siret (1887)

Louis Siret, spanisch Luis,  (* 26. August 1860 in Sint-Niklaas, Ostflandern, Belgien; † 7. Juni 1934 in Herrerías, Kantabrien, Nordspanien) war ein belgischstämmiger Ingenieur und Archäologe, der vorwiegend in der Gegend um Murcia und Almería in Andalusien, tätig war. Dort gilt er als „Vater der Vorgeschichte“.

## Leben und Werk
Im Alter von 21 Jahren erhielt Louis Siret sein Ingenieur-Diplom an den Écoles Spéciales Catholiques de Louvain. Er fand eine Anstellung als Bergbauingenieur in den Minen von Cuevas del Almanzora nahe der andalusischen Ostküste, wo bereits sein Bruder Henri tätig war. In den Jahren 1881 bis 1886 erforschten die beiden außerhalb ihrer beruflichen Tätigkeit die Grotten und Höhlen in der Umgebung. Dabei entdeckten sie zahlreiche Knochenfunde, aber auch Keramiken, Waffen aus Kupfer sowie Gold- und Silberschmuck. Im Jahr 1887 veröffentlichten sie ihre Ergebnisse unter dem Titel Les premiers âges du métal dans le Sud-Est de l’Espagne; das reich bebilderte Werk erhielt noch im selben Jahr den Premio Martorell de Arqueología. Henri war bereits im Jahr 1886 nach Flandern zurückgekehrt, aber Luis forschte weiter in Almizaraque, El Argar, Gorafe, Los Millares und andernorts. Im Jahr 1903 ging er als Ingenieur in die Minen von Herrerías, Kantabrien, wo er 31 Jahre später auch verstarb. Große Teile seiner archäologischen Sammlung befinden sich heute im Museo Arqueológico Nacional de España in Madrid und im Museum von Almería, als dessen Initiator er gilt.

## Familie
Im Jahr 1891 heiratete Luis Siret Magdalena Belpairre, mit der er zwei Kinder hatte; seine Frau verstarb jedoch bei der Geburt des zweiten Kindes. Er selbst fand seine letzte Ruhestätte auf dem Friedhof von Águilas (Murcia); sein bereits ein Jahr zuvor verstorbener Bruder Henri wurde im belgischen Ort Malaise begraben.

## Ehrungen
In den Königlichen Museen für Kunst und Geschichte in Brüssel ist den Brüdern Siret ein Saal mit Funden aus El Argar gewidmet.

## Veröffentlichungen
- Henri und Louis Siret: Les premiers âges du métal dans le Sud-Est de l’Espagne. Brüssel 1888 (Digitalisat).